# فهرست قهرمانان جام اتحادیه فوتبال انگلستان
این نوشتار فهرستی از قهرمانان جام اتحادیه باشگاه‌های انگلستان است؛ جام اتحادیهٔ باشگاه‌های انگلستان (به انگلیسی: EFL Cup) که با نام لیگ کاپ (به انگلیسی: League Cup) نیز شناخته می‌شود و هم‌اکنون نیز به دلیل مسائل اسپانسرینگ و تبلیغات حامی مالی با نام کارابائو کاپ (به انگلیسی: Carabao Cup) شناخته می‌شود، سری مسابقات حذفی فوتبال باشگاهی در انگلستان است که هر ساله توسط اتحادیه فوتبال انگلستان برگزار می‌شود. باشگاه‌های حاضر در چهار سطح برتر فوتبال انگلستان، شامل ۹۲ تیم، مجوز شرکت در این رقابت‌ها را دارند.

## فینال‌ها
| dagger | قهرمان در وقت اضافه                  |
| *      | قهرمان در پنالتی                     |
| &      | قهرمان در بازی تکراری                |
| §      | قهرمان در بازی تکراری و در وقت اضافه |
| کج‌ها   | باشگاهای خارج از کشور انگلستان       |

## قهرمانی بر پایهٔ تیم
| فینال | قهرمان                            | نتیجه | نایب قهرمان       | ورزشگاه                | تماشاگران |
| ----- | --------------------------------- | ----- | ----------------- | ---------------------- | --------- |
| ۱۹۶۱  | استون ویلا                        | ۰–۲   | روترهام یونایتد   | ورزشگاه میلمور         | ۱۲٬۲۲۶    |
| ۱۹۶۱  | استون ویلا                        | ۳–۰   | روترهام یونایتد   | ورزشگاه ویلا پارک      | ۳۱٬۲۰۲    |
| ۱۹۶۱  | در مجموع ۲-٬۳ استون ویلا برنده    |       |                   |                        |           |
| ۱۹۶۲  | نورویچ سیتی                       | ۳–۰   | راچدیل            | ورزشگاه اسپاتلند       | ۱۱٬۱۲۳    |
| ۱۹۶۲  | نورویچ سیتی                       | ۱–۰   | راچدیل            | ورزشگاه کارو رود       | ۱۹٬۷۰۸    |
| ۱۹۶۲  | در مجموع ۰-٬۴ نورویچ سیتی برنده   |       |                   |                        |           |
| ۱۹۶۳  | بیرمنگام سیتی                     | ۳–۱   | استون ویلا        | ورزشگاه سنت آندرو      | ۳۱٬۸۵۰    |
| ۱۹۶۳  | بیرمنگام سیتی                     | ۰–۰   | استون ویلا        | ورزشگاه ویلا پارک      | ۳۷٬۹۲۱    |
| ۱۹۶۳  | در مجموع ۱-٬۳ بیرمنگام سیتی برنده |       |                   |                        |           |
| ۱۹۶۴  | لستر سیتی                         | ۱–۱   | استوک سیتی        | ورزشگاه ویکتوریا گراند | ۲۲ ۳۰۹    |
| ۱۹۶۴  | لستر سیتی                         | ۳–۲   | استوک سیتی        | ورزشگاه فیلبرت استریت  | ۲۵٬۳۷۲    |
| ۱۹۶۴  | در مجموع ۳-٬۴ لستر سیتی برنده     |       |                   |                        |           |
| ۱۹۶۵  | چلسی                              | ۳–۲   | لستر سیتی         | ورزشگاه استمفورد بریج  | ۲۰٬۶۹۰    |
| ۱۹۶۵  | چلسی                              | ۰–۰   | لستر سیتی         | ورزشگاه فیلبرت استریت  | ۲۶٬۹۵۸    |
| ۱۹۶۵  | در مجموع ۲-٬۳ چلسی برنده          |       |                   |                        |           |
| ۱۹۶۶  | وست برومویچ                       | ۱–۲   | وستهام یونایتد    | ورزشگاه بولین گراند    | ۲۸٬۳۴۱    |
| ۱۹۶۶  | وست برومویچ                       | ۴–۱   | وستهام یونایتد    | ورزشگاه هاوتورنز       | ۳۱٬۹۲۵    |
| ۱۹۶۶  | در مجموع ۳-٬۵ وست برومویچ برنده   |       |                   |                        |           |
| ۱۹۶۷  | کویینز پارک رنجرز                 | ۳–۲   | وست برومویچ       | ورزشگاه ومبلی          | ۹۷٬۹۵۲    |
| ۱۹۶۸  | لیدز یونایتد                      | ۱–۰   | آرسنال            | ورزشگاه ومبلی          | ۹۷٬۸۸۷    |
| ۱۹۶۹  | سوئیندون تاون                     | ۳–۱   | آرسنال            | ورزشگاه ومبلی          | ۹۸٬۱۸۹    |
| ۱۹۷۰  | منچستر سیتی                       | ۲–۱   | وست برومویچ       | ورزشگاه ومبلی          | ۹۷٬۹۶۳    |
| ۱۹۷۱  | تاتنهام                           | ۲–۰   | استون ویلا        | ورزشگاه ومبلی          | ۱۰۰٬۰۰۰   |
| ۱۹۷۲  | استوک سیتی                        | ۲–۱   | چلسی              | ورزشگاه ومبلی          | ۹۷٬۸۵۲    |
| ۱۹۷۳  | تاتنهام                           | ۱–۰   | نورویچ سیتی       | ورزشگاه ومبلی          | ۱۰۰٬۰۰۰   |
| ۱۹۷۴  | ولورهمپتون                        | ۲–۱   | منچستر سیتی       | ورزشگاه ومبلی          | ۹۷٬۸۸۶    |
| ۱۹۷۵  | استون ویلا                        | ۱–۰   | نورویچ سیتی       | ورزشگاه ومبلی          | ۹۵٬۹۴۶    |
| ۱۹۷۶  | منچستر سیتی                       | ۲–۱   | نیوکاسل           | ورزشگاه ومبلی          | ۱۰۰٬۰۰۰   |
| ۱۹۷۷  | استون ویلا                        | ۳–۲&  | اورتون            | الدترافورد             | ۵۴٬۷۴۹    |
| ۱۹۷۸  | ناتینگهام فارست                   | ۱–۰&  | لیورپول           | الدترافورد             | ۵۴٬۳۷۵    |
| ۱۹۷۹  | ناتینگهام فارست                   | ۳–۲   | ساوت‌همپتون        | ورزشگاه ومبلی          | ۹۶٬۹۵۲    |
| ۱۹۸۰  | ولورهمپتون                        | ۱–۰   | ناتینگهام فارست   | ورزشگاه ومبلی          | ۹۶٬۵۲۷    |
| ۱۹۸۱  | لیورپول                           | ۲–۱&  | وستهام یونایتد    | ورزشگاه ویلا پارک      | ۳۶٬۶۹۳    |
| ۱۹۸۲  | لیورپول                           | ۳–۱   | تاتنهام           | ورزشگاه ومبلی          | ۱۰۰٬۰۰۰   |
| ۱۹۸۳  | لیورپول                           | ۲–۱   | منچستر یونایتد    | ورزشگاه ومبلی          | ۹۹٬۳۰۴    |
| ۱۹۸۴  | لیورپول                           | ۱–۰&  | اورتون            | ورزشگاه ماین رود       | ۵۲٬۰۸۹    |
| ۱۹۸۵  | نورویچ سیتی                       | ۱–۰   | ساندرلند          | ورزشگاه ومبلی          | ۹۰٬۰۰۱    |
| ۱۹۸۶  | آکسفورد یونایتد                   | ۳–۰   | کویینز پارک رنجرز | ورزشگاه ومبلی          | ۹۰٬۳۹۶    |
| ۱۹۸۷  | آرسنال                            | ۲–۱   | لیورپول           | ورزشگاه ومبلی          | ۹۶٬۰۰۰    |
| ۱۹۸۸  | لوتون تاون                        | ۳–۲   | آرسنال            | ورزشگاه ومبلی          | ۹۵٬۷۳۲    |
| ۱۹۸۹  | ناتینگهام فارست                   | ۳–۱   | لوتون تاون        | ورزشگاه ومبلی          | ۷۶٬۱۳۰    |
| ۱۹۹۰  | ناتینگهام فارست                   | ۱–۰   | اولدهام اتلتیک    | ورزشگاه ومبلی          | ۷۴٬۳۴۳    |
| ۱۹۹۱  | شفیلد ونزدی                       | ۱–۰   | منچستر یونایتد    | ورزشگاه ومبلی          | ۷۷٬۶۱۲    |
| ۱۹۹۲  | منچستر یونایتد                    | ۱–۰   | ناتینگهام فارست   | ورزشگاه ومبلی          | ۷۶٬۸۱۰    |
| ۱۹۹۳  | آرسنال                            | ۲–۱   | شفیلد ونزدی       | ورزشگاه ومبلی          | ۷۴٬۰۰۷    |
| ۱۹۹۴  | استون ویلا                        | ۳–۱   | منچستر یونایتد    | ورزشگاه ومبلی          | ۷۷٬۲۳۱    |
| ۱۹۹۵  | لیورپول                           | ۲–۱   | بولتون            | ورزشگاه ومبلی          | ۷۵٬۵۹۵    |
| ۱۹۹۶  | استون ویلا                        | ۳–۰   | لیدز یونایتد      | ورزشگاه ومبلی          | ۷۷٬۰۶۵    |
| ۱۹۹۷  | لستر سیتی                         | ۱–۰§  | میدلزبورو         | ورزشگاه هیلزبورو       | ۳۹٬۴۲۸    |
| ۱۹۹۸  | چلسی                              | ۲–۰   | میدلزبورو         | ورزشگاه ومبلی          | ۷۷٬۶۹۸    |
| ۱۹۹۹  | تاتنهام                           | ۱–۰   | لستر سیتی         | ورزشگاه ومبلی          | ۷۷٬۸۹۲    |
| ۲۰۰۰  | لستر سیتی                         | ۲–۱   | ترانمره راورز     | ورزشگاه ومبلی          | ۷۴٬۳۱۳    |
| ۲۰۰۱  | لیورپول                           | ۱–۱ * | بیرمنگام سیتی     | ورزشگاه میلنیوم        | ۷۳٬۵۰۰    |
| ۲۰۰۲  | بلکبرن                            | ۲–۱   | تاتنهام           | ورزشگاه میلنیوم        | ۷۲٬۵۰۰    |
| ۲۰۰۳  | لیورپول                           | ۲–۰   | منچستر یونایتد    | ورزشگاه میلنیوم        | ۷۴٬۵۰۰    |
| ۲۰۰۴  | میدلزبورو                         | ۲–۱   | بولتون            | ورزشگاه میلنیوم        | ۷۲٬۶۳۴    |
| ۲۰۰۵  | چلسی                              | ۳–۲   | لیورپول           | ورزشگاه میلنیوم        | ۷۸٬۰۰۰    |
| ۲۰۰۶  | منچستر یونایتد                    | ۴–۰   | ویگان             | ورزشگاه میلنیوم        | ۶۶٬۸۶۶    |
| ۲۰۰۷  | چلسی                              | ۲–۱   | آرسنال            | ورزشگاه میلنیوم        | ۷۰٬۰۷۳    |
| ۲۰۰۸  | تاتنهام                           | ۲–۱   | چلسی              | ورزشگاه ومبلی          | ۸۷٬۶۶۰    |
| ۲۰۰۹  | منچستر یونایتد                    | ۰–۰ * | تاتنهام           | ورزشگاه ومبلی          | ۸۸٬۲۱۷    |
| ۲۰۱۰  | منچستر یونایتد                    | ۲–۱   | استون ویلا        | ورزشگاه ومبلی          | ۸۸٬۵۹۶    |
| ۲۰۱۱  | بیرمنگام سیتی                     | ۲–۱   | آرسنال            | ورزشگاه ومبلی          | ۸۸٬۸۵۱    |
| ۲۰۱۲  | لیورپول                           | ۲–۲ * | کاردیف سیتی       | ورزشگاه ومبلی          | ۸۹٬۰۴۱    |
| ۲۰۱۳  | سوانزی سیتی                       | ۵–۰   | برادفورد سیتی     | ورزشگاه ومبلی          | ۸۲٬۵۹۷    |
| ۲۰۱۴  | منچستر سیتی                       | ۳–۱   | ساندرلند          | ورزشگاه ومبلی          | ۸۴٬۶۹۷    |
| ۲۰۱۵  | چلسی                              | ۲–۰   | تاتنهام هاتسپر    | ورزشگاه ومبلی          | ۸۹٬۲۹۴    |
| ۲۰۱۶  | منچستر سیتی                       | ۱–۱ * | لیورپول           | ورزشگاه ومبلی          | ۸۶٬۲۰۶    |
| ۲۰۱۷  | منچستر یونایتد                    | ۳–۲   | ساوت‌همپتون        | ورزشگاه ومبلی          | ۸۵٬۲۶۴    |
| ۲۰۱۸  | منچستر سیتی                       | ۳–۰   | آرسنال            | ورزشگاه ومبلی          | ۸۵٬۶۷۱    |
| ۲۰۱۹  | منچستر سیتی                       | ۱–۱ * | چلسی              | ورزشگاه ومبلی          | ۸۱٬۷۷۵    |
| ۲۰۲۰  | منچستر سیتی                       | ۲–۱   | استون ویلا        | ورزشگاه ومبلی          | ۸۲٬۱۴۵    |
| ۲۰۲۱  | منچستر سیتی                       | ۱–۰   | تاتنهام           | ورزشگاه ومبلی          | ۷٬۷۷۳     |
| ۲۰۲۲  | لیورپول                           | ۰–۰ * | چلسی              | ورزشگاه ومبلی          | ۸۳٬۵۰۰    |

| تیم                | قهرمانی | نایب قهرمانی | سال‌های قهرمانی                                            | سال‌های نایب قهرمانی                |
| ------------------ | ------- | ------------ | --------------------------------------------------------- | ---------------------------------- |
| لیورپول            | ۱۰      | ۴            | ۱۹۸۱، ۱۹۸۲، ۱۹۸۳، ۱۹۸۴، ۱۹۹۵، ۲۰۰۱، ۲۰۰۳، ۲۰۱۲، ۲۰۲۴،۲۰۲۲ | ۱۹۷۸، ۱۹۸۷، ۲۰۰۵، ۲۰۱۶             |
| منچستر سیتی        | ۸       | ۱            | ۱۹۷۰، ۱۹۷۶، ۲۰۱۴، ۲۰۱۶، ۲۰۱۸، ۲۰۱۹، ۲۰۲۰ ، ۲۰۲۱           | ۱۹۷۴                               |
| استون ویلا         | ۵       | ۴            | ۱۹۶۱، ۱۹۷۵، ۱۹۷۷، ۱۹۹۴، ۱۹۹۶                              | ۱۹۶۳، ۱۹۷۱، ۲۰۱۰، ۲۰۲۰             |
| منچستر یونایتد     | ۵       | ۴            | ۱۹۹۲، ۲۰۰۶، ۲۰۰۹، ۲۰۱۰، ۲۰۱۷                              | ۱۹۸۳، ۱۹۹۱، ۱۹۹۴، ۲۰۰۳             |
| چلسی               | ۵       | ۳            | ۱۹۶۵، ۱۹۹۸، ۲۰۰۵، ۲۰۰۷، ۲۰۱۵                              | ۱۹۷۲، ۲۰۰۸، ۲۰۱۹                   |
| تاتنهام هاتسپر     | ۴       | ۶            | ۱۹۷۱، ۱۹۷۳، ۱۹۹۹، ۲۰۰۸                                    | ۱۹۸۲، ۲۰۰۲، ۲۰۰۹، ۲۰۱۵، ۲۰۲۱       |
| ناتینگهام فارست    | ۴       | ۲            | ۱۹۷۸، ۱۹۷۹، ۱۹۸۹، ۱۹۹۰                                    | ۱۹۸۰، ۱۹۹۲                         |
| لستر سیتی          | ۳       | ۲            | ۱۹۶۴، ۱۹۹۷، ۲۰۰۰                                          | ۱۹۶۵، ۱۹۹۹                         |
| آرسنال             | ۲       | ۶            | ۱۹۸۷، ۱۹۹۳                                                | ۱۹۶۸، ۱۹۶۹، ۱۹۸۸، ۲۰۰۷، ۲۰۱۱، ۲۰۱۸ |
| نوریچ سیتی         | ۲       | ۲            | ۱۹۶۲، ۱۹۸۵                                                | ۱۹۷۳، ۱۹۷۵                         |
| بیرمنگام سیتی      | ۲       | ۱            | ۱۹۶۳، ۲۰۱۱                                                | ۲۰۰۱                               |
| ولورهمپتون واندررز | ۲       | ۰            | ۱۹۷۴، ۱۹۸۰                                                | —                                  |
| وست برومویچ آلبیون | ۱       | ۲            | ۱۹۶۶                                                      | ۱۹۶۷، ۱۹۷۰                         |
| میدلزبورو          | ۱       | ۲            | ۲۰۰۴                                                      | ۱۹۹۷، ۱۹۹۸                         |
| نیوکاسل یونایتد    | ۱       | ۲            | ۲۰۲۵                                                      | ۱۹۷۶، ۲۰۲۳                         |
| کویینز پارک رنجرز  | ۱       | ۱            | ۱۹۶۷                                                      | ۱۹۸۶                               |
| لیدز یونایتد       | ۱       | ۱            | ۱۹۶۸                                                      | ۱۹۹۶                               |
| استوک سیتی         | ۱       | ۱            | ۱۹۷۲                                                      | ۱۹۶۴                               |
| لوتون تاون         | ۱       | ۱            | ۱۹۸۸                                                      | ۱۹۸۹                               |
| شفیلد ونزدی        | ۱       | ۱            | ۱۹۹۱                                                      | ۱۹۹۳                               |
| سوئیندون تاون      | ۱       | ۰            | ۱۹۶۹                                                      | —                                  |
| آکسفورد یونایتد    | ۱       | ۰            | ۱۹۸۶                                                      | —                                  |
| بلکبرن روورز       | ۱       | ۰            | ۲۰۰۲                                                      | —                                  |
| سوانزی سیتی        | ۱       | ۰            | ۲۰۱۳                                                      | —                                  |
| وستهام یونایتد     | ۰       | ۲            | —                                                         | ۱۹۶۶، ۱۹۸۱                         |
| اورتون             | ۰       | ۲            | —                                                         | ۱۹۷۷، ۱۹۸۴                         |
| بولتون واندررز     | ۰       | ۲            | —                                                         | ۱۹۹۵، ۲۰۰۴                         |
| روترهام یونایتد    | ۰       | ۱            | —                                                         | ۱۹۶۱                               |
| روچدیل             | ۰       | ۱            | —                                                         | ۱۹۶۲                               |
| ساندرلند           | ۰       | ۲            | —                                                         | ۱۹۸۵، ۲۰۱۴                         |
| ساوت‌همپتون         | ۰       | ۲            | —                                                         | ۱۹۷۹، ۲۰۱۷                         |
| اولدهام اتلتیک     | ۰       | ۱            | —                                                         | ۱۹۹۰                               |
| ترانمره راورز      | ۰       | ۱            | —                                                         | ۲۰۰۰                               |
| ویگان اتلتیک       | ۰       | ۱            | —                                                         | ۲۰۰۶                               |
| کاردیف سیتی        | ۰       | ۱            | —                                                         | ۲۰۱۲                               |
| برادفورد سیتی      | ۰       | ۱            | —                                                         | ۲۰۱۳                               |